# Iberg (Siedlinghausen)
Der Iberg bei Siedlinghausen im nordrhein-westfälischen Hochsauerlandkreis ist ein 703,7 m ü. NHN hoher Ausläufer des Hohen Hagen (729 m) im Rothaargebirge.

## Geographie

### Lage
Der Iberg erhebt sich im Sauerland im Norden des Rothaargebirges, direkt nördlich außerhalb des Naturparks Sauerland-Rothaargebirge. Sein Gipfel liegt rund 850 m westsüdwestlich von jenem des Hohen Hagen, zu dem eine 684,2 m hohe Scharte überleitet. Etwa 1,6 km nordwestlich liegt der Ortskern des Dorfs Siedlinghausen, ein an der Mündung des westlich vom Iberg fließenden Bach Namenlose in die Neger gelegener Stadtteil des rund 6,3 km (jeweils Luftlinie) südsüdöstlich vom Gipfel liegenden Winterberg. Jenseits und damit westlich des Namenlosetals erhebt sich der Meisterstein (636,4 m). Südlich vorbei am Iberg fließt der Namenlose-Zufluss Burmecke, nördlich entspringt der Neger-Zufluss Hambkebecke.

### Naturräumliche Zuordnung
Die Iberg gehört in der naturräumlichen Haupteinheitengruppe Süderbergland (Nr. 33), in der Haupteinheit Rothaargebirge (mit Hochsauerland) (333) und in der Untereinheit Winterberger Hochland (333.5) zum Naturraum Nordheller Höhen (333.57), wobei seine Nordwestflanke in Richtung Siedlinghausen in der Untereinheit Hochsauerländer Schluchtgebirge (333.8) in den Naturraum Bödefelder Mulde (333.80) abfällt.

## Bergsee
Ein markantes Überbleibsel vom einstigen Schieferabbau ist der Bergsee des Ibergs. In diesem ehemaligen Tagebau, der sich etwa 250 m westsüdwestlich unterhalb des (heutigen) Berggipfels ausbreitet, hat sich durch Niederschlagswasser ein  See gebildet, dessen Wasseroberfläche auf 615,1 m Höhe liegt.

## Schutzgebiete
Auf Großteilen des Ibergs liegt das Naturschutzgebiet Iberg (CDDA-Nr. 389794; 2008 ausgewiesen; 23 ha groß). Die östlich gelegenen Übergangsbereich zum Hohen Hagen befinden sich im Landschaftsschutzgebiet Winterberg (CDDA-Nr. 325127; 1994; 75,32 km²).

## Verkehr und Wandern
Westlich vorbei am Iberg verlaufen zwischen Silbach und Siedlinghausen die Bahnstrecke Nuttlar–Winterberg und die Landesstraße 740, wobei letztere in Siedlinghausen die von Rehsiepen kommende und vorbei am einstigen Jagdschloss Siedlinghausen führende L 742 kreuzt. Zum Beispiel an diesen Straßen beginnend kann der Berg unter anderem auf Waldwegen und -pfaden erwandert werden. Über die Nordflanke des Ibergs führt die Winterberger Hochtour. An einem Wald- und Wanderweg steht südlich vom Übergangsbereich zum Hohen Hagen die Elberfelder Hütte, eine Berghütte des Deutschen Alpenvereins.